# Stemma di Palmi
(Motto della città nel XVII secolo, iscritto sopra lo stemma civico nella fontana della Palma, per volere del feudatario marchese Andrea Concublet)
Lo stemma della Città di Palmi raffigura una palma in campo azzurro. Lo stesso risulta sormontato da una corona marchionale ed è contornato da sei bandiere e da una scure. Queste ultime rappresentano le bandiere e la scure catturate ai corsari barbareschi che, in più occasioni, avevano assaltato e tentato di saccheggiare la città nei secoli passati. Alla base dello stemma sono disposti due cannoni, che ricordano quando la città venne ricostruita e fortificata, dopo la distruzione avvenuta nel 1549, con la creazione della cittadella che venne munita di mura. Sotto il cannone sinistro è posto un fascio di verghe che ha il compito di rappresentare l'unità del popolo palmese a difesa della propria città. Sotto il cannone destro, invece, è rappresentata la testa di un moro, con turbante, rivolta verso il basso. La testa del moro rappresenta un capo corsaro che venne ucciso, nel XVI secolo, sdraiato su di una pietra a seguito di un assalto della popolazione locale, presso la Fontana dell'acqua degli ulivi, per difendersi da una scorreria di pirati turchi che era sbarcata alla Marina di Palmi. Secondo la tradizione locale, rivelatasi poi errata, gli abitanti di Palmi credettero di avere troncato la testa del feroce corsaro Dragut.

## Storia
Il primo stemma cittadino apparve nel XVII secolo sulla monumentale fontana della Palma, con il motto latino: «Nondum in auge». Dal XVII secolo fino al XX secolo lo stemma civico subì delle modifiche con l'aggiunta di ulteriori elementi caratterizzanti. Lo stemma attuale fu adottato e riconosciuto con decreto del capo del governo Benito Mussolini del 9 marzo 1935 e trascritto nel libro araldico degli enti morali.

## Decreto di riconoscimento
Lo stemma ed il gonfalone cittadino sono descritti nello statuto comunale vigente all'art. 4 commi 2 e 3. L'uso di entrambi è invece subordinato dal Regolamento di disciplina dell'uso del Gonfalone e dello Stemma del Comune di Palmi.

### Stemma
Lo statuto comunale di Palmi descrive lo stemma come segue:
(Art. 4 c. 2 dello Statuto comunale)

### Gonfalone
Lo statuto comunale di Palmi descrive il gonfalone come segue:
(Art. 4 c. 3 dello Statuto comunale)

## Altre versioni

Lo stemma di Palmi nella versione sannitica
Versione alternativa del gonfalone cittadino